# 王濬 (天順進士)
王濬（1432年—？），字文深，河南開封府陳州商水縣人，明朝政治人物。進士出身。

## 生平
河南鄉試第五十四名。天順四年（1460年）庚辰科會試第一百十二名，殿試登進士第三甲第二十四名。

## 家族
曾祖王彥和，曾任長安縣知縣。祖父王鳳儀，曾任巡檢。父亲王亨。